# Плавуча установка із зберігання та регазифікації ЗПГ

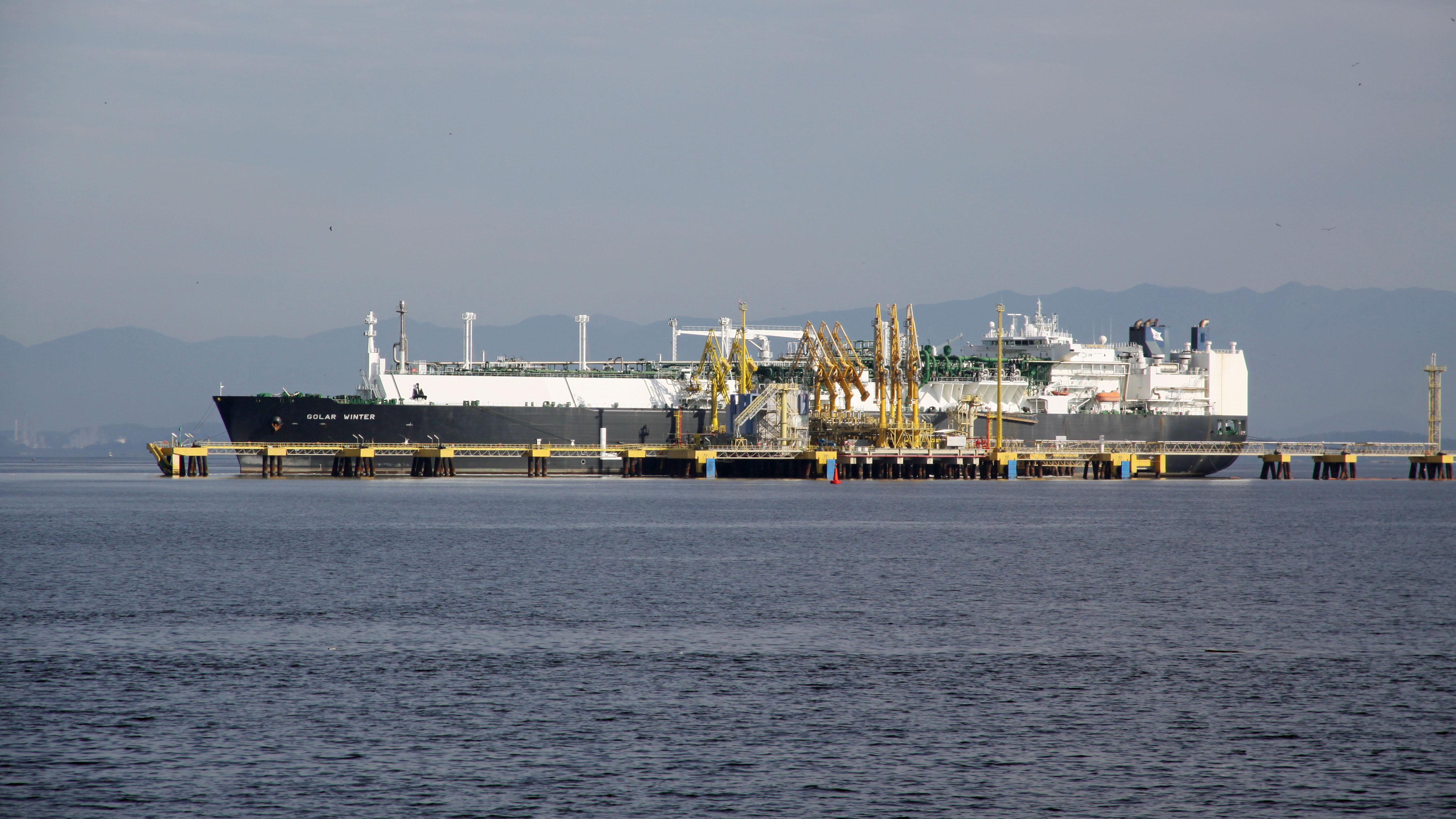
FSRU Golar Winter

Плавуча установка зі зберігання та регазифікації ЗПГ (англ. Floating storage and regasification unit, FSRU) — судно, яке є головним елементом плавучих регазифікаційних терміналів, де забезпечує приймання, зберігання та регазифікацію ресурсу.
На початку XXI сторіччя у галузі зрідженого природного газу (ЗПГ) розпочали використання плавучих установок із зберігання та регазифікації. Їх створюють як на базі ЗПГ танкерів шляхом модернізації із встановленням додаткового обладнання, так і побудовою нових суден. Більшість із них зазвичай зберігає можливість використання як звичайних танкерів, хоча у другій половині 2010-х також почали створювати FSRU на основі барж, призначених виключно для експлуатації у режимі регазифікації.
Всього з 2005 по 2016 роки у світі було створено 25 FSRU, з яких станом на кінець цього періоду 19 працювало на 17 плавучих регазифікаційних терміналах у 12 країнах, а ще два побудовані судна очікували на готовність берегової інфраструктури. Інші використовувались як ЗПГ-танкери та для обслуговування специфічного термінала Northeast Gateway, який не має закріпленої за ним установки.
Станом на початок 2023-го було створено або перебувало на етапі будівництва не менше 50 FSRU, в тому числі одна на основі малого ЗПГ-танкеру та три як несамохідні баржі.
Первісно майже весь флот FSRU був розподілений між трьома компаніями – американською Excelerate Energy (у співвласності з бельгійською  Exmar), норвезькими Höegh та Golar. Наприкінці 2010-х створенням флоту плавучих регазифікаційних установок зайнялась сінгапурська (із другим офісом у Норвегії) компанія BW. Одночасно, на початку 2020-х Golar розпродала весь свій пул установок, при цьому власником шістьох з них стала компанія Energos (створена інвестиційним фондом Apollo та американською енергетичною компанією New Fortress Energy, що також одноосібно володіє найбільш старою з установок колишнього флоту Golar).
| ## | FSRU                         | Власник                             | Побудова | Потужність, млрд.м3 | Резервуари, м3 | Служба на терміналах | Примітки                                         |
| 1  | Excelsior                    | Excelerate Energy                   | 2005     | 5,1—7,1             | 138000         | Gulf Gateway Deepwater Port (США), Teesside Gasport (Велика Британія), Баїя-Бланка (Аргентина), Хадера (Ізраїль), Вільгельмсгафен (Німеччина) |                                                  |
| 2  | Excellence                   | Excelerate Energy                   | 2005     | 5,1—7,1             | 138000         | Gulf Gateway Deepwater Port (США), Northeast Gateway (США), Хадера (Ізраїль), Мохешкалі (Бангладеш)                                           |                                                  |
| 3  | Excelerate                   | Excelerate Energy                   | 2006     | 5,1—7,1             | 138000         | Northeast Gateway (США), Рувайс (ОАЕ), Мохешкалі (Бангладеш)                                                                                  | наразі відома як Summit LNG                      |
| 4  | Explorer                     | Excelerate Energy                   | 2008     | 5,1—7,1             | 150900         | Міна-ал-Ахмаді (Кувейт), Northeast Gateway (США), Джебель-Алі (ОАЕ)                                                                           |                                                  |
| 5  | Express                      | Excelerate Energy                   | 2009     | 5,1—7,1             | 150900         | Northeast Gateway (США), Баїя-Бланка (Аргентина), Рувайс (ОАЕ)                                                                                |                                                  |
| 6  | Exquisite                    | Excelerate Energy                   | 2009     | 5,1—7,1             | 150900         | Northeast Gateway (США), Міна-ал-Ахмаді (Кувейт), Гуанабара (Бразилія), Порт-Касім (Пакистан)                                                 |                                                  |
| 7  | Exemplar                     | Excelerate Energy                   | 2010     | 5,1—7,1             | 150900         | Ескобар (Аргентина), Баїя-Бланка (Аргентина), Northeast Gateway (США), Інкоо (Фінляндія)                                                      |                                                  |
| 8  | Expedient                    | Excelerate Energy                   | 2010     | 5,1—7,1             | 150900         | Teesside Gasport (Велика Британія), Хадера (Ізраїль), Ескобар (Аргентина)                                                                     |                                                  |
| 9  | Experience                   | Excelerate Energy                   | 2014     | 8,2                 | 173400         | Гуанабара (Бразилія), Печем (Бразилія), Байя (Бразилія)                                                                                       |                                                  |
| 10 | Excelerate Sequoia           | Excelerate Energy                   | 2020     | 7,7                 | 173611         | Байя (Бразилія) |                                                  |
| 11 | Neptune                      | Höegh                               | 2009     | 7,7                 | 145130         | Neptune LNG (США), Аліага (Туреччина), Лубмін (Німеччина)                                                                                     |                                                  |
| 12 | Cape Ann                     | Höegh                               | 2009     | 7,7                 | 145130         | Neptune LNG (США), Тяньцзін (Китай), Джайгарх (Індія)                                                                                         |                                                  |
| 13 | Independence                 | Höegh                               | 2014     | 4,0                 | 170132         | Клайпеда (Литва) | в 2024 буде викуплена Klaipėdos Nafta            |
| 14 | PGN FSRU Lampung             | Höegh                               | 2014     | 3,7                 | 170132         | Лампунг (Індонезія) |                                                  |
| 15 | Höegh Gallant                | Höegh                               | 2014     | 5,1                 | 170051         | Айн-Сохна (Єгипет) |                                                  |
| 16 | Höegh Grace                  | Höegh                               | 2016     | 5,1                 | 170032         | Картахена (Колумбія) |                                                  |
| 17 | Höegh Giant                  | Höegh                               | 2017     | 7,7                 | 170032         | Джайгарх (Індія) |                                                  |
| 18 | Höegh Esperanza              | Höegh                               | 2018     | 7,7                 | 170032         | Тяньцзінь (Китай), Вільгельмсгафен (Німеччина)                                                                                                |                                                  |
| 19 | Hoegh Gannet                 | Höegh                               | 2018     | 10,2                | 170000         | Брунсбюттель (Німеччина) |                                                  |
| 20 | Höegh Galleon                | Höegh                               | 2019     | 5,1                 | 170000         | Порт-Кембла (Австралія) |                                                  |
| 21 | Golar Spirit                 | New Fortress Energy (до 2021 Golar) | 1981     | 2,5                 | 129000         | Печем (Бразилія), Гуанабара (Бразилія) | переобладнано із ЗПГ танкера                     |
| 22 | Golar Freeze                 | Energos (до 2021 Golar)             | 1976     | 4,9                 | 125000         | Джебель-Алі (ОАЕ), Олд-Гарбор (Ямайка) | переобладнано із ЗПГ танкера                     |
| 23 | Nusantara Regas Satu         | Energos (до 2021 Golar)             | 1997     | 5,0                 | 125000         | Ява-Захід (Індонезія) | переобладнано із ЗПГ танкера "Khannur"           |
| 24 | Golar Winter                 | Energos (до 2021 Golar)             | 2004     | 5,1                 | 138000         | Гуанабара (Бразилія), Байя (Бразилія), Печем (Бразилія)                                                                                       | переобладнано із ЗПГ танкера                     |
| 25 | Golar Igloo                  | Energos (до 2021 Golar)             | 2014     | 7,5                 | 170000         | Міна-ал-Ахмаді (Кувейт) |                                                  |
| 26 | Golar Eskimo                 | Energos (до 2021 Golar)             | 2014     | 7,5                 | 160000         | Акаба (Йорданія) |                                                  |
| 27 | Golar Tundra                 | Snam (до 2022 Golar)                | 2015     | 7,5                 | 170000         | Пйомбіно (Італія) |                                                  |
| 28 | Golar Nanook                 | Energos (до 2021 Golar)             | 2018     | 7,5                 | 170000         | Сержипі (Бразилія) |                                                  |
| 29 | BW Singapore                 | BW                                  | 2015     | 5 — 7,5             | 170212         | Айн-Сохна (Єгипет) | в 2024 очікується викуп Snam                     |
| 30 | BW Magna                     | BW                                  | 2019     | 10,3                | 173400         | Ачу (Бразилія) |                                                  |
| 31 | BW Integrity                 | BW                                  | 2017     |                     | 170213         | Порт-Касім (Пакистан) |                                                  |
| 32 | BW Paris                     | BW                                  | 2009     | 5,7                 | 162547         | Батангас - First Gen (Філіппіни) | переобладнано із ЗПГ танкера "BW GDF Suez Paris" |
| 33 | BW Tatiana                   | BW                                  | 2002     | 2,9                 | 137000         | Акахутла (Сальвадор) | переобладнано із ЗПГ танкера "Gallina"           |
| 34 | FSRU Toscana                 | OLT                                 | 2003     | 3,8                 | 137000         | Ліворно (Італія) | переобладнано із ЗПГ танкера "Golar Frost"       |
| 35 | MOL FSRU Challenger          | MOL                                 | 2017     | 5,6                 | 263 000        | Дортйол (Туреччина) |                                                  |
| 36 | Turquoise P                  | Pardus Energy                       | 2019     | 7,7                 | 166631         | Аліага (Туреччина) |                                                  |
| 37 | Vasant 1                     | Swan Energy                         | 2020     |                     | 180000         | Сарос (Туреччина), Джафрабад (Індія) |                                                  |
| 38 | Jawa Satu                    | Pertamina та інші                   | 2020     | 3,1                 | 170000         | захід острова Ява (Індонезія) |                                                  |
| 39 | LNG Croatia                  | Adria LNG                           | 2005     | 2,9                 | 140205         | Adria LNG (Хорватія) | переобладнано із ЗПГ танкера "Golar Viking"      |
| 40 | Ertugrul Gazi                | BOTAŞ                               | 2021     | 10,2                | 170000         | Дортйол (Туреччина) |                                                  |
| 41 | KARMOL LNGT Powership Africa | KARMOL                              | 1994     | 3,1                 | 125470         | Дакар (Сенегал) | переобладнано із ЗПГ танкера "Dwiputra"          |
| 42 | KARMOL LNGT Powership Asia   | KARMOL                              | 1991     |                     | 125172         | Ітагуаї (Бразилія) |                                                  |
| 43 | Transgas Force               | Dynagas                             | 2021     | 5,6                 | 174000         | Штаде (Німеччина) |                                                  |
| 44 | Transgas Power               | Dynagas                             | 2021     | 5,2                 | 174000         | |                                                  |
| 45 | Marshal Vasilevskiy          | Газопром                            | 2018     | 5,2                 | 174100         | Калінінград (Россія) |                                                  |
| 46 | FSRU Alexandroupoli          | Gaslog                              | 2010     | 5,5                 | 155000         | Александруполіс (Греція) | переобладнано із ЗПГ танкера "Gaslog Chelsea"    |
| 47 | Hua Xiang 8                  | Zhejiang Huaxiang                   | 2020     | 0,25                | 14021          | Амуранг (Індонезія) |                                                  |
| 48 | Eemshaven LNG                | Exmar                               | 2017     | 4,1                 | 25794          | Емсгафен (Нідерланди) | несамохідне                                      |
| 49 | Karunia Dewata               | Jaya Samudra Karunia                | 2018     | 0,5                 | 26000          | Беноа (Індонезія) | несамохідне                                      |
| 50 | Torman                       | Gasfin Development                  | 2020     | 4,0                 | 28000          | Тема (Гана) | несамохідне                                      |